# Willi Born (Unternehmer)
Willi Born, eigentlich Wilhelm Born, (* 5. September 1912 in Bad Homburg vor der Höhe; † 18. September 2005 ebenda) war ein deutscher Unternehmer.
Nach seinem Abitur in Frankfurt am Main studierte Willi Born in den 1930er Jahren Betriebswirtschaftslehre an der Johann Wolfgang Goethe-Universität Frankfurt am Main. In Frankfurt wurde er Mitglied der katholischen Studentenverbindung KDStV Hasso-Nassovia Frankfurt am Main im CV. 1936 trat er in die von seinem Vater gegründete Holex Schokoladenfabrik Bad Homburg ein. Unmittelbar nach dem Ende des Zweiten Weltkriegs und Heimkehr aus der Kriegsgefangenschaft verdiente sich Willi Born seinen Lebensunterhalt zunächst als Musiklehrer und Pianist.
Erst 1950 baute er die Schokoladenfabrikation wieder auf. 1972 zog das Unternehmen dann nach Friedrichsdorf in den Stadtteil Seulberg. Auf seine Initiative hin wurden die „Holex“-Schokoladen, die heute noch weltweit vertrieben werden, speziell für Diabetiker entwickelt. Willi Born war der erste Unternehmer, der ein entsprechendes Genussmittel für Diabetiker in größerem Rahmen produzierte.